# Scott Hastings
Scott Alan Hastings (ur. 3 czerwca 1960 w Independence) – amerykański koszykarz, występujący na pozycjach skrzydłowego oraz środkowego, mistrz NBA z 1990 roku, sportowy komentator radiowo–telewizyjny.

## Osiągnięcia
NCAA
- Uczestnik rozgrywek:
  - Elite 8 turnieju NCAA (1979)
  - Sweet 16 (1979, 1981)
  - turnieju NCAA (1979–1982)
- Mistrz:
  - turnieju konferencji Southwest (SWC – 1979, 1982)
  - sezonu regularnego SWC (1979, 1981, 1982)
- Most Outstanding Player (MOP=MVP) turnieju Great Alaska Shootout (1981)[2]
- Laureat nagrody – 2005 SEC Legend[3]

NBA
- Mistrz NBA (1990)[1]

Reprezentacja
- Mistrz świata U–19 (1979)[4]